# Audi Q8 e-tron
De Audi Q8 e-tron (tot 2023 Audi e-tron) was een volledig elektrische SUV, ontwikkeld door de Duitse autobouwer Audi, die voorheen in 2015 als conceptauto te zien was op de Frankfurt Motor Show onder de naam e-tron quattro Concept. De productieklare versie is in 2018 onthuld op de Paris Motor Show en ging datzelfde jaar in productie. De auto is een concurrent voor de Jaguar I-Pace, Mercedes-Benz EQC en Tesla Model X.
In november 2022 werd een facelift onthuld. Naast fysieke aanpassingen werd ook een nieuwe naam bekendgemaakt. De Audi e-tron ging voortaan door het leven als Audi Q8 e-tron. De marktintroductie volgde in februari 2023.
De Q8 e-tron werd gebouwd in Audi Brussels en is de eerste elektrische auto van het merk daar gebouwd. De instapmotor is de e-tron 50, die een bereik van maximaal 336 km haalt en een topsnelheid van 190 km/u bereikt. De krachtigere versie is de e-tron 55, die maximaal 300 kW levert in boost-functie en een bereik van maximaal 417 km haalt. Laatstgenoemde acceleert vanuit stilstand tot 100 km/u in 5,7 seconden (boost-functie) en bereikt een topsnelheid van 200 km/u.
In 2020 werd de Sportback onthuld, nog steeds een vijfdeurs SUV maar met een schuin aflopende daklijn. Hiermee breidde Audi zijn elektrische SUV-aanbod uit. Datzelfde jaar werd de 55-motor voorzien van een groter bereik, maar de prestaties (vermogen en koppel) bleven hetzelfde.
In 2020 is de e-tron S uitgebracht, een sportieve versie die 375 kW en 973 Nm levert dankzij drie elektromotoren. De acceleratie van 0 tot 100 km/u gebeurt in 4,5 seconden en bereikt een topsnelheid van 210 km/u. De e-tron S is als SUV en Sportback leverbaar. De auto werd vanaf oktober datzelfde jaar bestelbaar.
In februari 2024 raakte bekend dat de volgende versie van de Audi Q8 e-tron (2027) niet meer in de fabriek in Brussel ging gemaakt worden, maar in Mexico en China. Reden hiervoor is de tegenvallende verkoop in Europa. In juli 2024 kondigde de directie op een bijzondere ondernemingsraad een versnelde afbouw van de productie van de Audi Q8 e-tron met collectief ontslag aan.

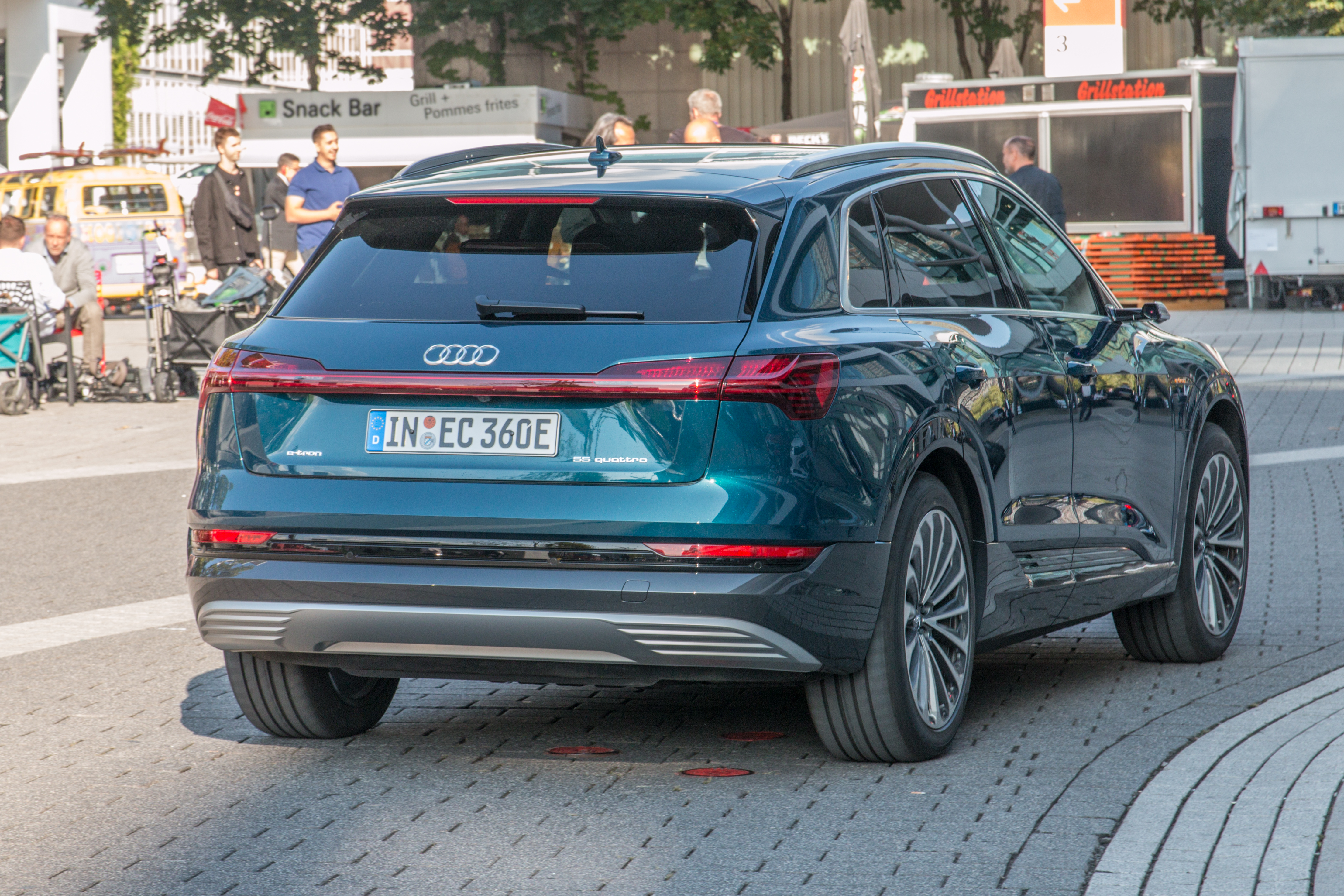
Achterzijde

## Motoren
| Model                         | Jaren       | Vermogen | Koppel | Topsnelheid | Bereik     |
| ----------------------------- | ----------- | -------- | ------ | ----------- | ---------- |
| e-tron 55 quattro             | 2020 -      | 300 kW   | 665 Nm | 200 km/u    | max 436 km |
| e-tron 55 quattro             | 2018 - 2019 | 300 kW   | 665 Nm | 200 km/u    | max 417 km |
| e-tron 50 quattro             | 2019 -      | 227 kW   | 540 Nm | 190 km/u    | max 336 km |
| e-tron 55 quattro (Sportback) | 2020 -      | 300 kW   | 665 Nm | 200 km/u    | max 444 km |
| e-tron 50 quattro (Sportback) | 2020 -      | 227 kW   | 540 Nm | 190 km/u    | max 336 km |
| e-tron S                      | 2020 -      | 375 kW   | 973 Nm | 210 km/u    | -          |
| e-tron S (Sportback)          | 2020 -      | 375 kW   | 973 Nm | 210 km/u    | -          |